# Matrika vrtenja
Matrika vrtenja (tudi matrika rotacije, vrtilna matrika ali rotacijska matrika) je v linearni algebri matrika, ki opisuje vrtenje (rotacijo) v Evklidskem prostoru. Enostaven primer je matrika, ki zavrti točke v xy ravnini Kartezičnega koordinatnega sistema v nasprotni smeri od gibanja urinih kazalcev za kot {\displaystyle \theta \,} okoli izhodišča koordinatnega sistema, ki jo lahko zapišemo v obliki
{\displaystyle R={\begin{bmatrix}\cos \theta &-\sin \theta \\\sin \theta &\cos \theta \\\end{bmatrix}}}.
Rotacijske matrike so vedno kvadratne, njeni elementi pa so realna števila. Matrike vrtenja so ortogonalne matrike, ki imajo determinanto enako 1. Zanje torej velja 
{\displaystyle R^{T}=R^{-1},\det R=1\,}.
Množica matrik vrtenja tvori grupo, ki jo poznamo kot rotacijsko grupo ali specialno ortogonalno grupo.
Matrike vrtenja označujemo z {\displaystyle R\,} (matrika rotacije).

## Vrtenje v dvorazsežnem prostoru
V dveh razsežnostih ima matrika vrtenja obliko
{\displaystyle R(\theta )={\begin{bmatrix}\cos \theta &-\sin \theta \\\sin \theta &\cos \theta \\\end{bmatrix}}}.
Ta matrika zavrti stolpični vektor v skladu z
{\displaystyle {\begin{bmatrix}x'\\y'\\\end{bmatrix}}={\begin{bmatrix}\cos \theta &-\sin \theta \\\sin \theta &\cos \theta \\\end{bmatrix}}{\begin{bmatrix}x\\y\\\end{bmatrix}}}.
Tako dobimo nove koordinate {\displaystyle (x',y')\,} za točko {\displaystyle (x,y)\,}
{\displaystyle x'=x\cos \theta -y\sin \theta \,},
{\displaystyle y'=x\sin \theta +y\cos \theta \,}.
Smer vrtenja vektorja je mišljena v nasprotni smeri od gibanja urinih kazalcev, če je {\displaystyle \theta \,} pozitiven, in v smeri gibanja urinih kazalcev, če je {\displaystyle \theta \,} negativen.
{\displaystyle R(-\theta )={\begin{bmatrix}\cos \theta &\sin \theta \\-\sin \theta &\cos \theta \\\end{bmatrix}}\,}.

### Pogosta vrtenja
Pogosto se uporabljajo vrtenja za 90° in 180°:
{\displaystyle R(90^{\circ })={\begin{bmatrix}0&-1\\[3pt]1&0\\\end{bmatrix}}} (vrtenje za 90° v nasprotni smeri gibanja urinih kazalcev)
{\displaystyle R(180^{\circ })={\begin{bmatrix}-1&0\\[3pt]0&-1\\\end{bmatrix}}} (vrtenje za 180° v katerikoli smeri – polovični obrat)
{\displaystyle R(270^{\circ })={\begin{bmatrix}0&1\\[3pt]-1&0\\\end{bmatrix}}} (vrtenje za 90° v smeri gibanja urinih kazalcev)
Vrtenje vektorja v nestandardnem sistemu koordinatnih osi (glej sliko) se uporablja v dvorazsežni računalniški grafiki, kjer je izhodišče koordinatnega sistema v zgornjem levem kotu zaslona, pri tem pa y-os poteka navzdol po zaslonu računalnika.

## Vrtenje v trirazsežnem prostoru

### Osnovna vrtenja
Vrtenja okoli koordinatnih osi {\displaystyle x,y,z\,} v trirazsežnem desno orientiranem prostoru dajejo naslednje matrike
{\displaystyle {\begin{alignedat}{1}R_{x}(\theta )&={\begin{bmatrix}1&0&0\\0&\cos \theta &-\sin \theta \\[3pt]0&\sin \theta &\cos \theta \\[3pt]\end{bmatrix}}\\[6pt]R_{y}(\theta )&={\begin{bmatrix}\cos \theta &0&\sin \theta \\[3pt]0&1&0\\[3pt]-\sin \theta &0&\cos \theta \\\end{bmatrix}}\\[6pt]R_{z}(\theta )&={\begin{bmatrix}\cos \theta &-\sin \theta &0\\[3pt]\sin \theta &\cos \theta &0\\[3pt]0&0&1\\\end{bmatrix}}.\end{alignedat}}}.

## Posplošitev vrtenja
Poljubno vrtenje se dobi s pomočjo množenja matrik.

## Značilnosti  matrik vrtenja
V trirazsežnem prostoru, kjer je {\displaystyle a\,} os vrtenja in {\displaystyle \theta \,}  je kot vrtenja,   {\displaystyle R_{a,\theta }\in \mathbb {R} ^{3}}
- {\displaystyle R_{a,\theta }^{T}=R_{a,\theta }^{-1}} (i.e., {\displaystyle R_{a,\theta }\ } je ortogonalna matrika
- {\displaystyle \det \left(R_{a,\theta }\right)=1}
- {\displaystyle R_{a,(\theta +r)}=R_{a,\theta }\cdot R_{a,r}}
- {\displaystyle R_{a,0}=I\ }
- lastne vrednosti {\displaystyle R_{a,\theta }\ } so

```

  

    

      

        
{

        
1

        
,

        

          
e

          

            
lim

            
i

            
θ

          

        

        
}

        
=

        
{

        
1

        
,

        
 

        
cos

        
⁡

        
(

        
θ

        
)

        
+

        
i

        
sin

        
⁡

        
(

        
θ

        
)

        
,

        
 

        
cos

        
⁡

        
(

        
θ

        
)

        
−

        
i

        
sin

        
⁡

        
(

        
θ

        
)

        
}

        
,

      

    

    
{\displaystyle \{1,e^{\lim i\theta }\}=\{1,\ \cos(\theta )+i\sin(\theta ),\ \cos(\theta )-i\sin(\theta )\},}

  

```

- sled matrike {\displaystyle R_{a,\theta }\ } je enaka {\displaystyle 1+2\cos(\theta )\,} kar je enako vsoti njenih lastnih vrednosti.

kjer je 
- {\displaystyle a\,} os vrtenja
- {\displaystyle \det \left(R_{a,\theta }\right)\,} je determinanta
- {\displaystyle I\,} enotska matrika ({\displaystyle I\in \mathbb {R} ^{n}\,})
- {\displaystyle i\,} je običajna imaginarna enota za katero velja {\displaystyle i^{2}=-1\,}

## Zgledi
Matrika
{\displaystyle Q={\begin{bmatrix}0&-1\\1&0\end{bmatrix}}}
odgovarja vrtenju za 90° v ravnini 
Transponirana matrika matrike 2×2 
{\displaystyle M={\begin{bmatrix}0.936&0.352\\0.352&-0.936\end{bmatrix}}}
je sama sebi obratna, ker pa je njena determinanta −1, to ni matrika vrtenja, je pa matrika, ki daje zrcaljenje preko premice {\displaystyle 11y=2x\,}
Rotacijska matrika 3×3 
{\displaystyle Q={\begin{bmatrix}1&0&0\\0&{\frac {\sqrt {3}}{2}}&{\frac {1}{2}}\\0&-{\frac {1}{2}}&{\frac {\sqrt {3}}{2}}\end{bmatrix}}}

odgovarja vrtenju za −30° okoli x osi

Rotacijska matrika 3×3 
{\displaystyle Q={\begin{bmatrix}0.36&0.48&-0.8\\-0.8&0.60&0\\0.48&0.64&0.60\end{bmatrix}}}
odgovarja vrtenju za okoli -74° okoli osi (−1⁄3,2⁄3,2⁄3) 
Permutacijska matrika 3×3 
{\displaystyle P={\begin{bmatrix}0&0&1\\1&0&0\\0&1&0\end{bmatrix}}}
je matrika vrtenja, kot je tudi vsaka soda permutacija
Naslednja matrika 3×3
{\displaystyle M={\begin{bmatrix}3&-4&1\\5&3&-7\\-9&2&6\end{bmatrix}}}
ima determinanto +1, toda njena transponirana ni sebi obrnjena, kar pomeni, da ni  matrika vrtenja 
Matrika 4×3
{\displaystyle M={\begin{bmatrix}0.5&-0.1&0.7\\0.1&0.5&-0.5\\-0.7&0.5&0.5\\-0.5&-0.7&-0.1\end{bmatrix}}}
ni kvadratna in tako ne more biti matrika vrtenja 
Matrika 4×4 
{\displaystyle Q={\begin{bmatrix}-1&0&0&0\\0&-1&0&0\\0&0&-1&0\\0&0&0&-1\end{bmatrix}}}
predstavlja izoklinsko vrtenje, 
Matrika 5×5 
{\displaystyle Q={\begin{bmatrix}0&-1&0&0&0\\1&0&0&0&0\\0&0&-1&0&0\\0&0&0&-1&0\\0&0&0&0&1\end{bmatrix}}}
je matrika vrtenja, ker zavrti vektorje v ravnini prvih dveh koordinatnih osi za 90° in zavrti vektorje v ravnini drugih dveh osi za 180°, pri tem pa pusti zadnjo os nespremenjeno  